# ادموند لیچ
ادموند لیچ (به انگلیسی: Edmund Leach) (زاده ۷ نوامبر ۱۹۱۰ -مرگ ۶ ژانویه ۱۹۸۹) انسان‌شناس اجتماعی بریتانیایی‌ست. او از پیروان مکتب ساختارگرایی است.